# 奇爾河
奇爾河（俄語：Чир）是俄羅斯的河流，位於羅斯托夫州和伏爾加格勒州，屬於頓河的右支流，最終注入齊姆良斯克水庫，河道全長317公里，流域面積9,580平方公里，河畔城鎮有蘇羅維基諾。